# Zec Owen
Pour les articles homonymes, voir Témiscouata.
La zec Owen est une zone d'exploitation contrôlée (zec) située dans la municipalité régionale de comté (MRC) de Témiscouata, dans la région administrative du Bas-Saint-Laurent, au Québec, au Canada. Le territoire de la zec Owen est intégré à cinq municipalités, soit Dégelis, Auclair, Lejeune, Squatec, et Biencourt.
La zone d’exploitation contrôlée Owen a été constituée en 1978 par le gouvernement du Québec, lors du processus de réattribution des baux d'exploitation des terres publiques à des organismes à but non-lucratifs plutôt qu'à des clubs privés. En 1978, la "Fédération de Chasse et Pêche Owen" a alors été constituée comme organisme à but non lucratif (OBNL), regroupant quatre associations sportives. Seulement deux de ces Associations subsistent aujourd'hui: Association de Loisir, Plein air, Chasse et Pêche Baseley inc et le Club sportif des Biens de Même inc. Le siège social de la Fédération est situé à l’hôtel de ville de Squatec. 

## Géographie
La zec Owen est située dans la région administrative du Bas-Saint-Laurent, près des frontières du Nouveau-Brunswick et de la réserve faunique de Rimouski. La frontière Québec-Nouveau-Brunswick sert de limite à l'Est de la zec. La rivière Madawaska sert de limite sud de la zec. La route 85 reliant Dégelis avec Edmundston au Nouveau-Brunswick, longe la limite sud de la zec. Le lac Raymond est celui le plus au nord du territoire. La réserve faunique de Rimouski sert de limite nord à la zec.
D'une superficie de 615 km, la zec Owen compte 35 lacs dont 32 ouverts la pêche récréative. Le territoire comporte 10 rivières (ou segments de rivière) dont 9 exploitées pour la pêche récréative. Les deux principales rivières sont la Owen et la Madawaska. Le bassin hydrographique de la rivière Owen draine environ 50 % du territoire. La zec comporte plusieurs ruisseaux (ou segments de ruisseau) : Lizotte, Languedoc, aux Bouleaux, Iroquois, Plourde, Benedict, Horseback, Ritchie, Lajoie, Asselin et Morrison. La totalité de la zec Owen fait partie du bassin versant du Fleuve-Saint-Jean, coulant vers l'océan Atlantique. Entre autres, le territoire de la zec comporte :
- Deux écosystèmes forestiers rares : Rivière-Owen (Frênaie noire à orme d'Amérique) et Rivière-Madawaska (pinède blanche à érable à sucre);
- Des écosystèmes forestiers anciens dont le Ruisseau-Beazley (Sapinière à bouleau jaune) et Ruisseau-Teed (Érablière à bouleau jaune)[3].

Situé près de la frontière interprovinciale, le mont Benedict atteint 385 m d'altitude.
Les deux postes d'accueil de la zec sont situés :
- Entrée sud de la zec : Poste d'accueil Baseley, situé au lac Baseley, accessible en voiture par Dégelis à partir de la route régionale 295 sud;
- Entrée nord de la zec : Poste d'accueil Pain-de-Sucre, accessible en voiture par la localité Squatec à partir de la route régionale 295 sud[4].

## Chasse et pêche

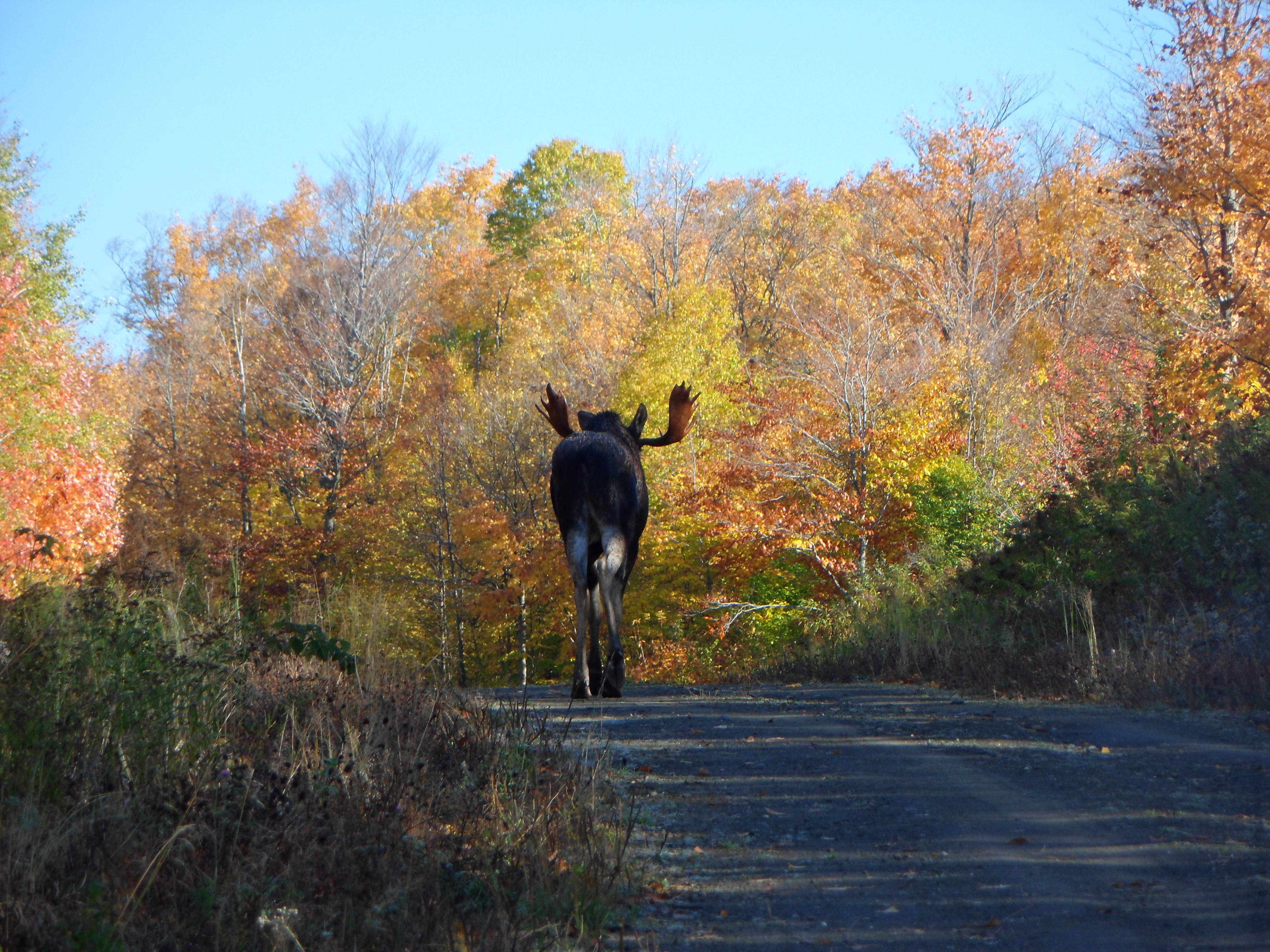
Orignal à la Zec Owen durant l'automne

Dans la zec, les amateurs de la nature ont la possibilité d'observer notamment les espèces suivantes : ours noir, cerf de Virginie, orignal, renard, lynx, gélinotte, lièvre d’Amérique, pékan, martre, belette, écureuil, héron, pygargue à tête blanche, buse à queue rousse, huard et castor. Deux nids de pygargue à tête blanche ont été répertoriés. Une héronnière est protégée.
Sur le territoire de la zec, la pêche est contingentée pour les espèces suivantes : omble de fontaine, touladi, corégone, et perchaude. Les périodes de pêche et les quotas autorisés sont indiqués sur le site Internet de la zec Owen.
Compte tenu de l'abondance du gibier dans la zec, les espèces suivantes sont contingentées, selon notamment les périodes, les engins de chasse et le sexe des bêtes (originaux): orignal, cerf de virginie, ours noir, gélinotte, tétras et lièvre.

## Principaux attraits

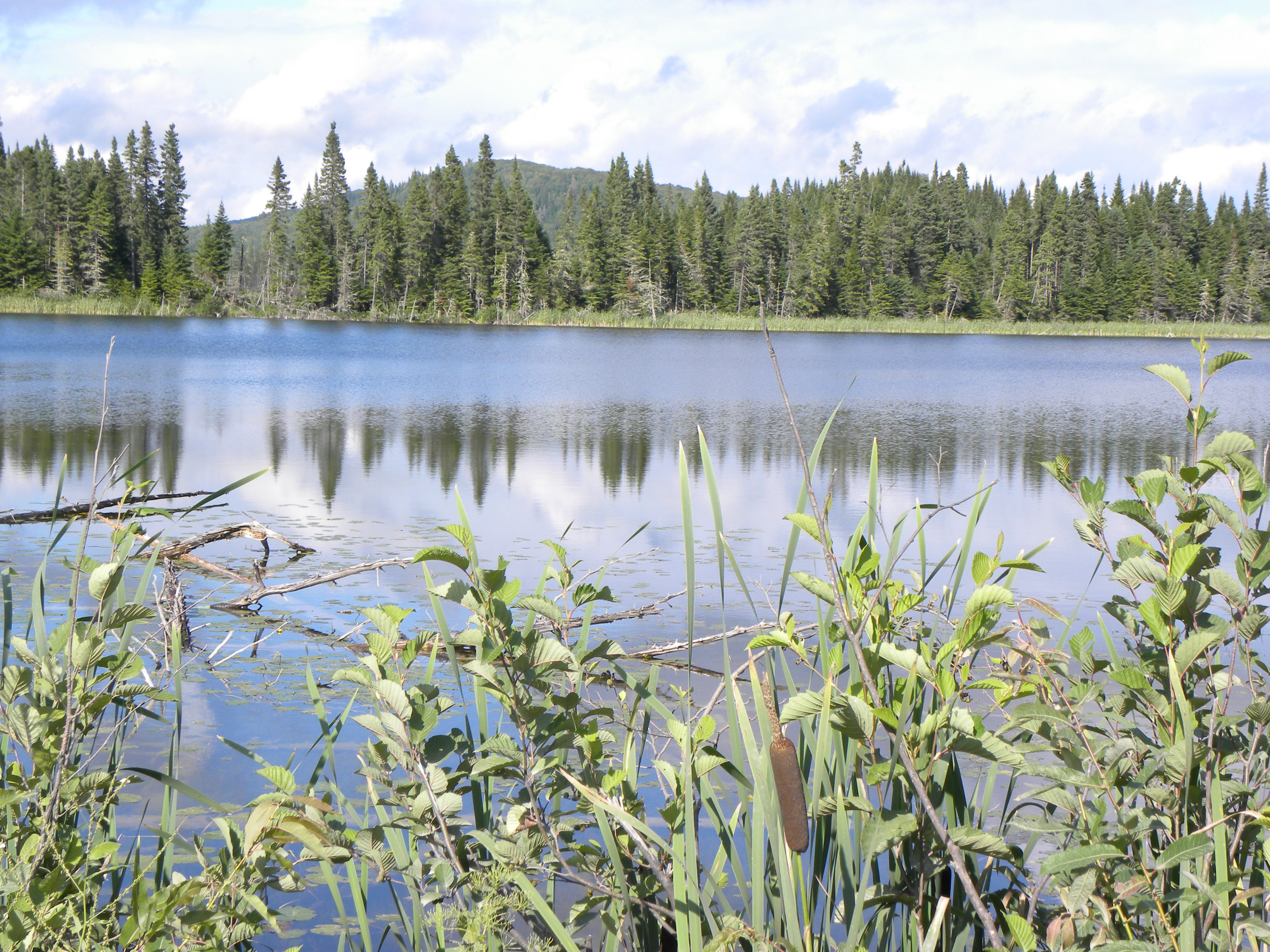
Lac des Cents-Pins

Parmi les attraits naturels de la zec, les visiteurs peuvent s'arrêter :
- aux cascades du ruisseau Auclair. Ce ruisseau a un parcours souterrain près de la décharge du Petit lac Auclair, près des cascades;
- aux chutes du ruisseau Farley;
- à la montagne du Pain-de-Sucre;
- à la montagne du Grand Lajoie[7].

Un sentier pédestre de 4 km aménagé par la zec permet d'accéder à un des plus hauts sommets du territoire. Un site archéologique recèle des artefacts de la préhistoire amérindienne sur ce territoire.
Plusieurs rampes de mise à l'eau et des quais sont aménagées sur la majorité des lacs de la zec.

## Hébergement et camping

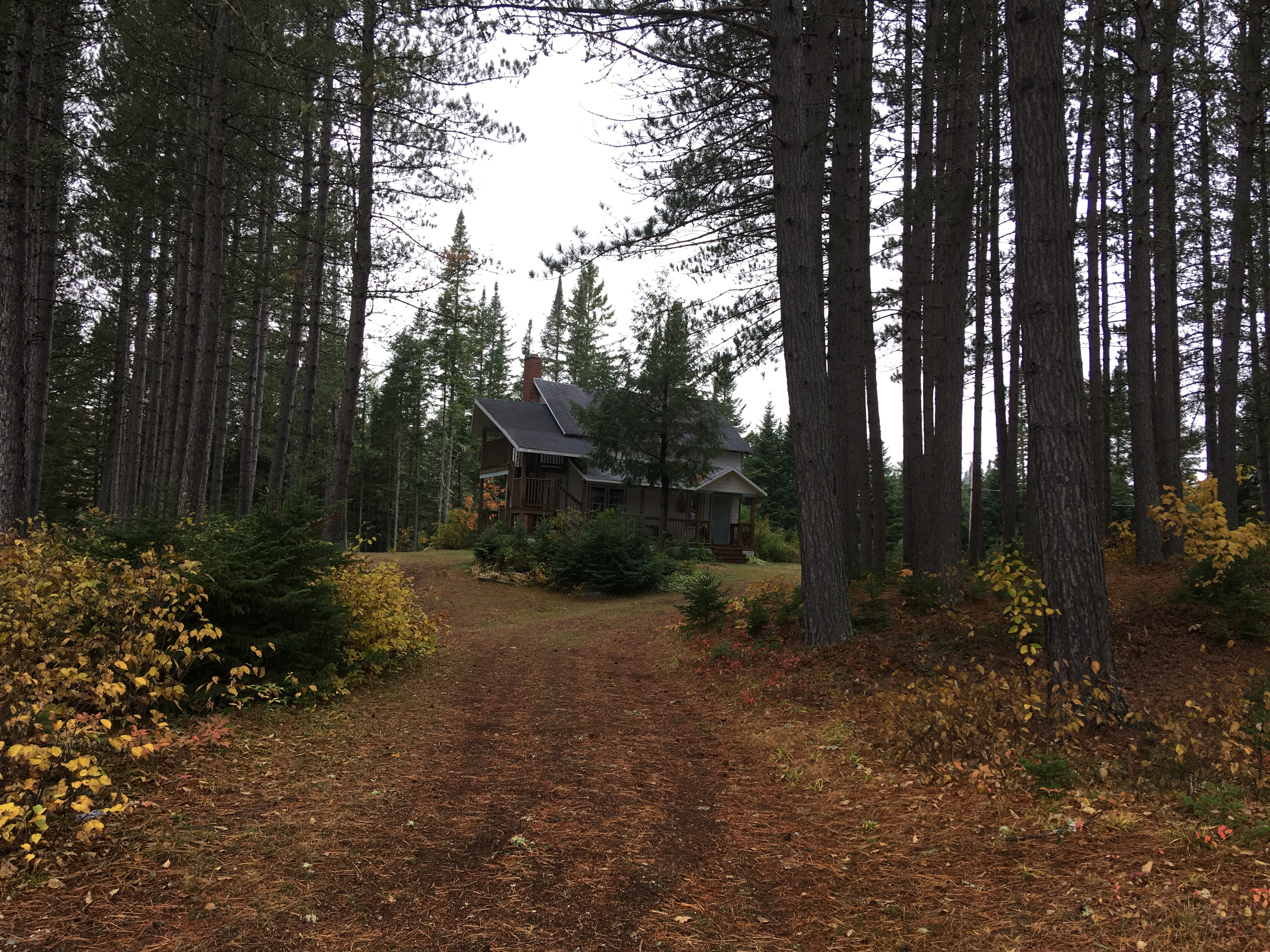
Chalet Baseley

La zec offre un service d'hébergement au camp Baseley, situé au bord du lac Baseley, à un moins d'un kilomètre du poste d'accueil Baseley, Ce site comporte un camp pouvant accueillir jusqu'à 14 personnes, ainsi qu'une chalet pouvant accueil jusqu'à 8 personnes.
La zec Owen offre aussi 12 terrains de camping aménagé pour un total de 152 emplacements individuels, et ce, dans plusieurs décors combinant les paysages forestiers et les lacs du territoire. Ces terrains de camping sont répartis sur la grandeur de la Zec Owen.
Enfin, la zec Owen offre 13 d'emplacements de camping court séjour pour un maximum de 10 jours consécutifs de locations.

## Toponymie
Le toponyme zec Owen tire son origine du nom de la rivière Owen qui serpente sur son territoire. Il a été officialisé le 5 août 1982 à la Banque des noms de lieux de la Commission de toponymie du Québec. 